# GöC
Die Abkürzung GöC  (für: „Grosseinkaufsgesellschaft österreichischer Consumvereine“) stand, mit leichten Variationen des ausführlichen Firmenwortlauts, für die im Wesentlichen von 1905 bis 1978 bestehende Großeinkaufsgesellschaft der österreichischen Konsumgenossenschaften. Gegründet wurde diese Gesellschaft 1905 als Großeinkaufsgesellschaft für österreichische Consumvereine Skaret, Exner & Co. als offene Handelsgesellschaft. Erster Direktor war Benno Karpeles.

## Geschichte
Um 1900 kam es, nach britischem Vorbild, in vielen Ländern Europas zur Gründung von Großeinkaufsgesellschaften des sich entwickelnden konsumgenossenschaftlichen Sektors. Damit sollte die Einkaufsmacht der Ortsvereine gebündelt und allfälligen Lieferboykotts durch private Großhändler vorgebeugt werden. Außerdem sollten die entsprechenden Gesellschaften, die Großeinkaufs-Gesellschaft Deutscher Consumvereine m.b.H. (GEG) in Deutschland, Kooperativa Förbundet in Schweden, SOK in Finnland etc. die genossenschaftliche Eigenproduktion auf großindustrieller Basis ermöglichen.

Büro 1906 in der Wasagasse

Besondere Bedeutung für diese Gründung hatte das Vorbild der GEG, der Waren- und Wirtschaftszentrale der deutschen Konsumgenossenschaften der sozialistischen, der Hamburger Richtung. Zu dem österreichischen Verbandstag am 3. und 4. September 1904 im Wiener Arbeiterheim Favoriten waren starke Delegationen der englischen und schottischen Bewegung erschienen, aus Hamburg die führenden Konsumgenossenschafter Heinrich Kaufmann und Heinrich Lorenz. Der Vorstand der Sozialdemokratischen Partei war durch Victor Adler und die Gewerkschaftskommission durch Ferdinand Skaret vertreten. Zum wichtigsten Tagesordnungspunkt Die Organisation des Großeinkaufs sprach Lorenz und erläuterte am englischen und deutschen Beispiel Idee und Arbeitsweise einer Großeinkaufsgesellschaft. Auf Antrag von Jakob Reumann wurde eine Kommission eingesetzt, die ihre Vorschläge in dem Organ des Zentralverbandes österreichischer Konsumvereine vom 17. März 1905 Der Konsumverein veröffentlichte. Am 12. September 1905 wurde die Gesellschaft ins Register für Gesellschaftsfirmen eingetragen. Allerdings geschah dies alles vor einem besonderen Hintergrund. Die SDAP war damals gerade erst gezwungen gewesen, eine Reihe von kapitalschwachen Wiener Genossenschaften zum Konsumverein Vorwärts zusammenzuschließen. Dadurch, dass der Vorwärts-Funktionär Benno Karpeles Direktor der 1905 gegründeten GöC wurde, kam es zu einem extremen und ungesunden Naheverhältnis von Vorwärts und GöC.
Die Großeinkaufsgesellschaft musste den finanzschwachen Vorwärts und die 1909 gegründeten Hammerbrotwerke permanent stützen und geriet dadurch und durch ihre Expansionspolitik zu Lasten etablierter Konsumvereine selbst in Konflikte und letztlich in finanzielle Schieflage. Der ehrgeizige aber erfolglose Manager Karpeles musste letztlich seinen Posten räumen.
Die Sanierung erfolgte durch den Vorsitzenden des Konsumverbandes Karl Renner, der 1912 den Kreditverband österreichischer Arbeitervereinigungen gründete und mit Gewerkschaftsgeldern einen Zusammenbruch verhinderte. Den Rest besorgte der Verkäufermarkt des 1914 ausgebrochenen Weltkriegs.
In der Zwischenkriegszeit erlebte die GöC eine wirtschaftlich erfolgreiche Periode. Aus dem erwähnten Kreditverband entwickelte sich 1922 die Arbeiterbank (später BAWAG) als gemeinsames Finanzinstitut der österreichischen Arbeiterbewegung. Der GöC gelang es, mit der „roten“ Gemeinde Wien Geschäftsverbindungen aufzubauen und einige Überbleibsel der Kriegswirtschaft als gemeinwirtschaftliche Anstalten zu übernehmen.
Die GöC baute auch einen Warenhauskonzern auf. 1930 befanden sich bereits rund 20 Warenhäuser in ihrem Eigentum, darunter auch jenes der Staatsangestellten-Fürsorge-Anstalt (Warenhaus Stafa) in der Mariahilfer Straße.

Verordnung über die Verwaltung der GöC, 1934

Die autoritäre Regierung Dollfuß ging am 12. Februar 1934 gegen Organisationen der sozialdemokratischen Arbeiterschaft vor.  Es kam zu blutigen Zusammenstößen mit zahlreichen Opfern unter der Arbeiterschaft. Es herrschte Bürgerkrieg. Die Maßnahmen der Regierung betrafen auch die GöC. Große Probleme bereitete der GöC in jenen Tagen die Liquidierung der Arbeiterbank. Mit der 99. Verordnung der Bundesregierung vom 16. Februar 1934 wurde die GöC unter kommissarische Verwaltung gestellt. In der Generalversammlung vom 5. Januar 1936 wurde wieder ein Vorstand und Aufsichtsrat frei gewählt. Zum 1. Januar 1938 wurde die Co-op Industriegesellschaft ins Leben gerufen, welche die meisten Produktionsbetriebe übernahm. Die Textilkaufhäuser wurden in gebietsweise gegliederten Kaufhausgesellschaften zusammengefasst. Nach der Machtübernahme durch die Nationalsozialisten 1938 in Österreich wurde die österreichische Konsumgenossenschaftsbewegung vom NS-Regime gleichgeschaltet und 1941 kurzfristig ins Gemeinschaftswerk der Deutschen Arbeitsfront (GW) eingegliedert. Nach 1945 nahm die GöC aber wieder ihre Vorkriegsfunktionen wahr.
In den 1960er- und 1970er-Jahren gestaltete sich allerdings das Verhältnis zur größten Regionalgenossenschaft, der Wiener KGW schwierig, nicht zuletzt aufgrund der persönlichen Rivalität des steirischen GöC-Chefs Andreas Korp und des langjährigen KGW-Chefs Otto Sagmeister. Bei der Fusion zum Konsum Österreich wurde eine komplizierte Umwegskonstruktion gewählt, aber de facto war die KGW die übernehmende Organisation und die GöC und die Regionalgenossenschaften wurden übernommen.